# Władysław Terlecki (inżynier)
Władysław Terlecki (ur. 22 grudnia 1903?/4 stycznia 1904 w Kerczu na Krymie, zm. 24 października 1967 w Warszawie) – inżynier dróg wodnych i budownictwa lądowego, doktor historii, numizmatyk, dyrektor Mennicy Państwowej w latach 1945–1946. 

## Życiorys
Jego ojciec, Władysław Terlecki, lekarz i z zamiłowania numizmatyk, skupował od ludności w okolicy Kerczu na Krymie, gdzie pracował, różne stare monety rzymskie, greckie i polskie. Jego syn Władysław znając łacinę i grekę opracował te zbiory. Potem sprzedał je do Muzeum Mennicy Państwowej w Warszawie, gdzie przed wojną był dodatkowo kustoszem i za te pieniądze wybudował willę na Saskiej Kępie.
Podczas okupacji niemieckiej działał w konspiracji. Był porucznikiem Armii Krajowej, ps. „Metody i walczył w powstaniu warszawskim, był zastępcą Dowódcy Oddziału Bezpośredniej Osłony Dowódcy Powstania. Udało mu się wydostać od Niemców z Mennicy sztaby platyny oraz złota, przygotowane do wywiezienia do Niemiec. Zakopał je na działce w Warszawie, a po wojnie oddał państwu.
Po wojnie zajął się reaktywowaniem działalności Mennicy Państwowej. Do 1947 pełnił funkcję jej dyrektora. Brał udział w reaktywowaniu Warszawskiego Towarzystwa Numizmatycznego. Po jego połączeniu z Polskim Towarzystwem Archeologicznym został wiceprezesem Zarządu Głównego. Następnie był dyrektorem Oddziału Pracowni Konserwacji Zabytków w Warszawie. Był redaktorem dziennika „Archeologia”, gdzie prowadził dział numizmatyki. 
Pochowany został na cmentarzu Powązkowskim (kwatera 154a-3-9).

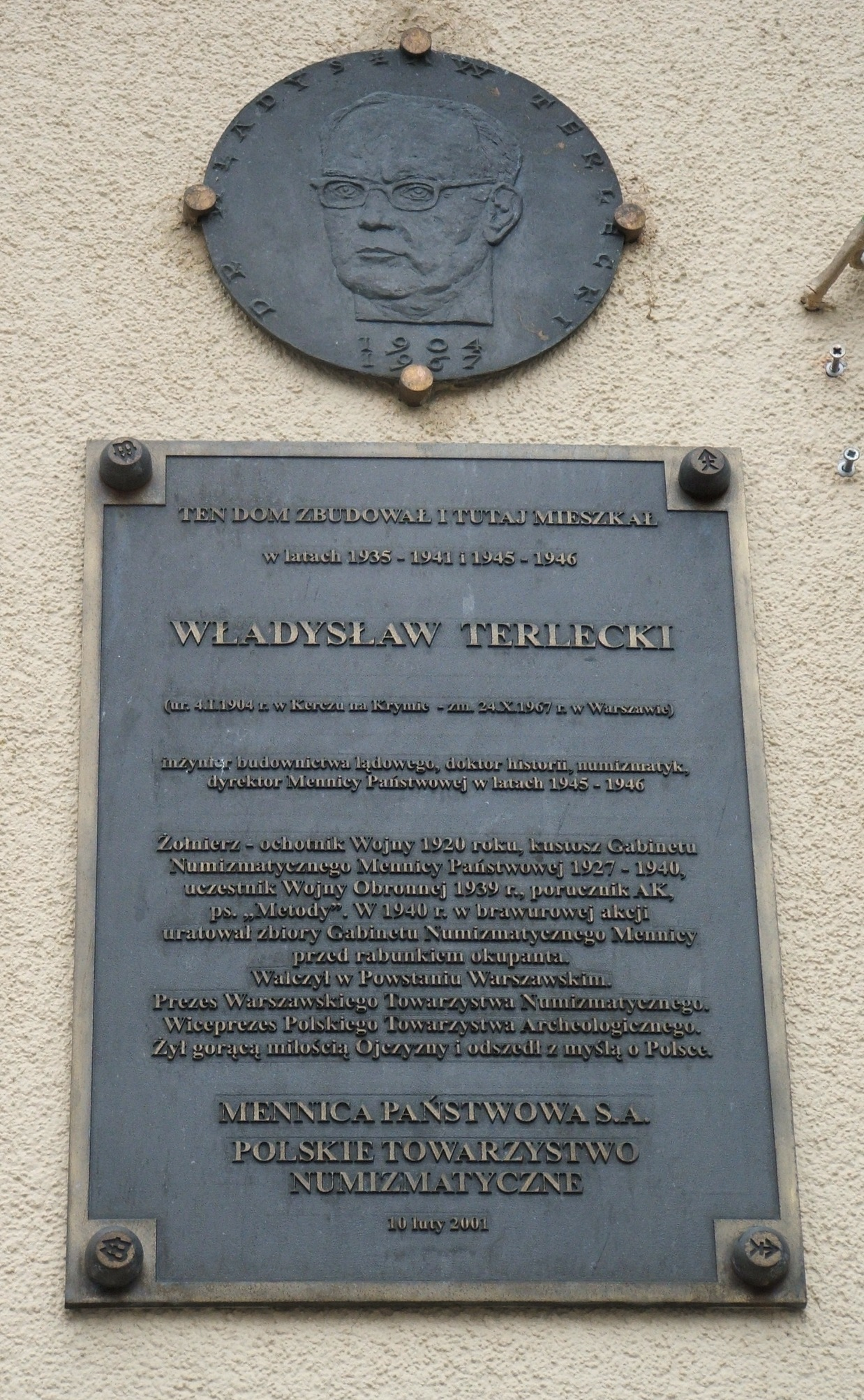
Tablica pamiątkowa na Saskiej Kępie w Warszawie – stan z 2007 roku
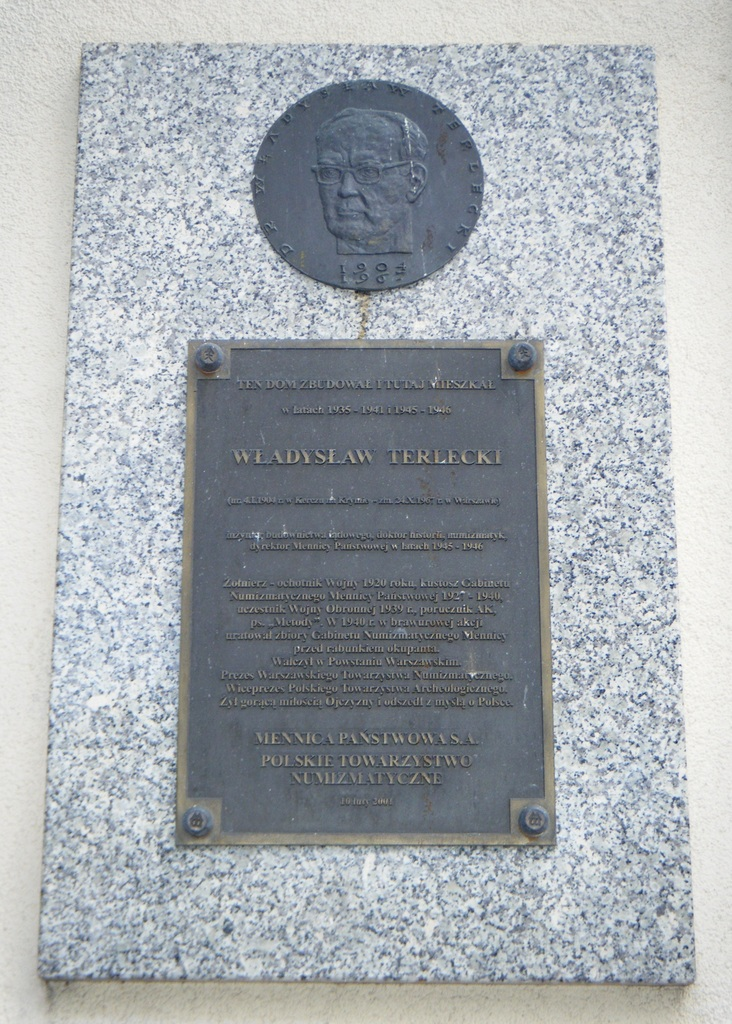
Tablica pamiątkowa na Saskiej Kępie w Warszawie – stan z 2011 roku
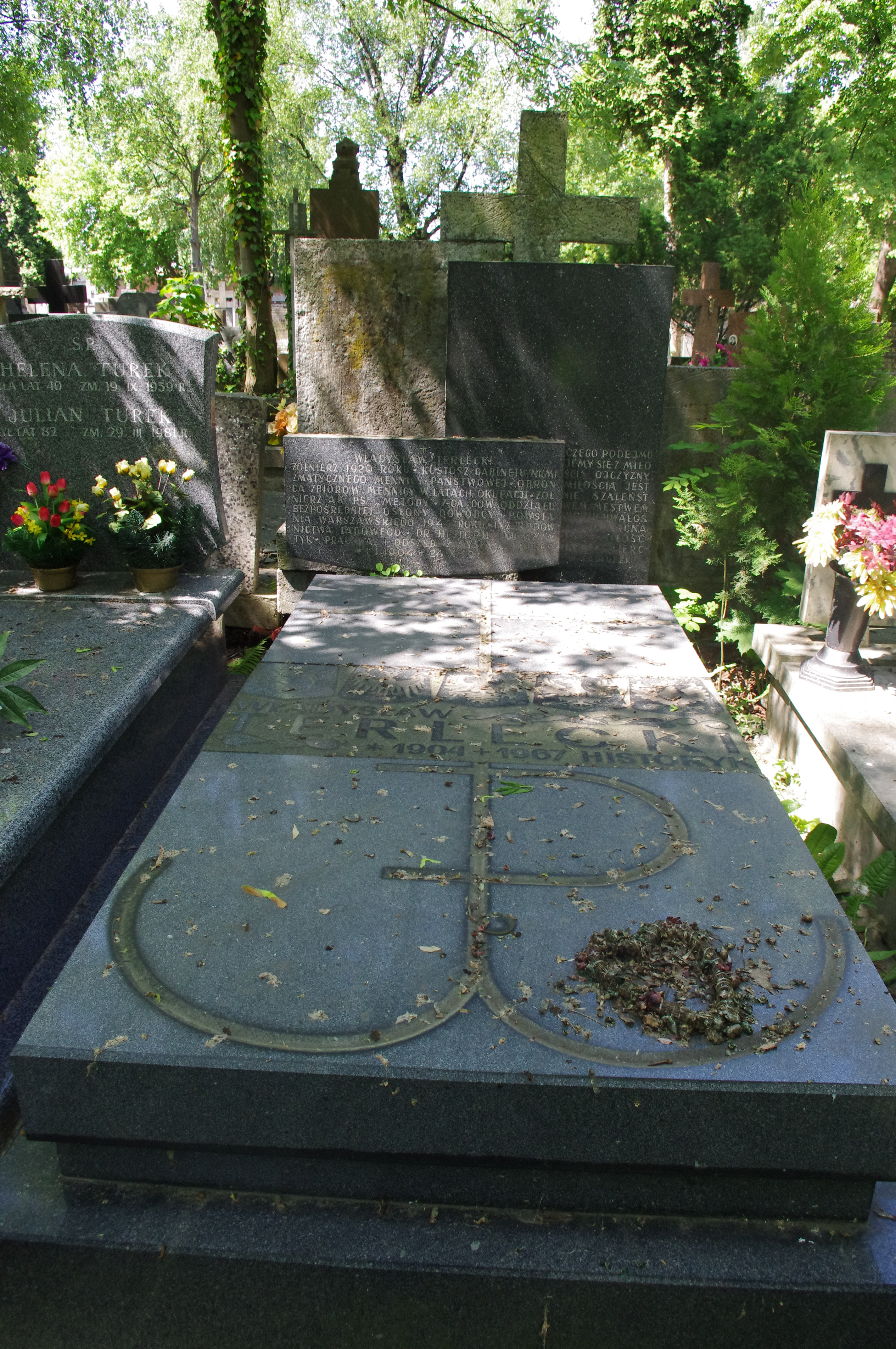
Grób inż. Władysława Terleckiego na Cmentarzu Powązkowskim w Warszawie
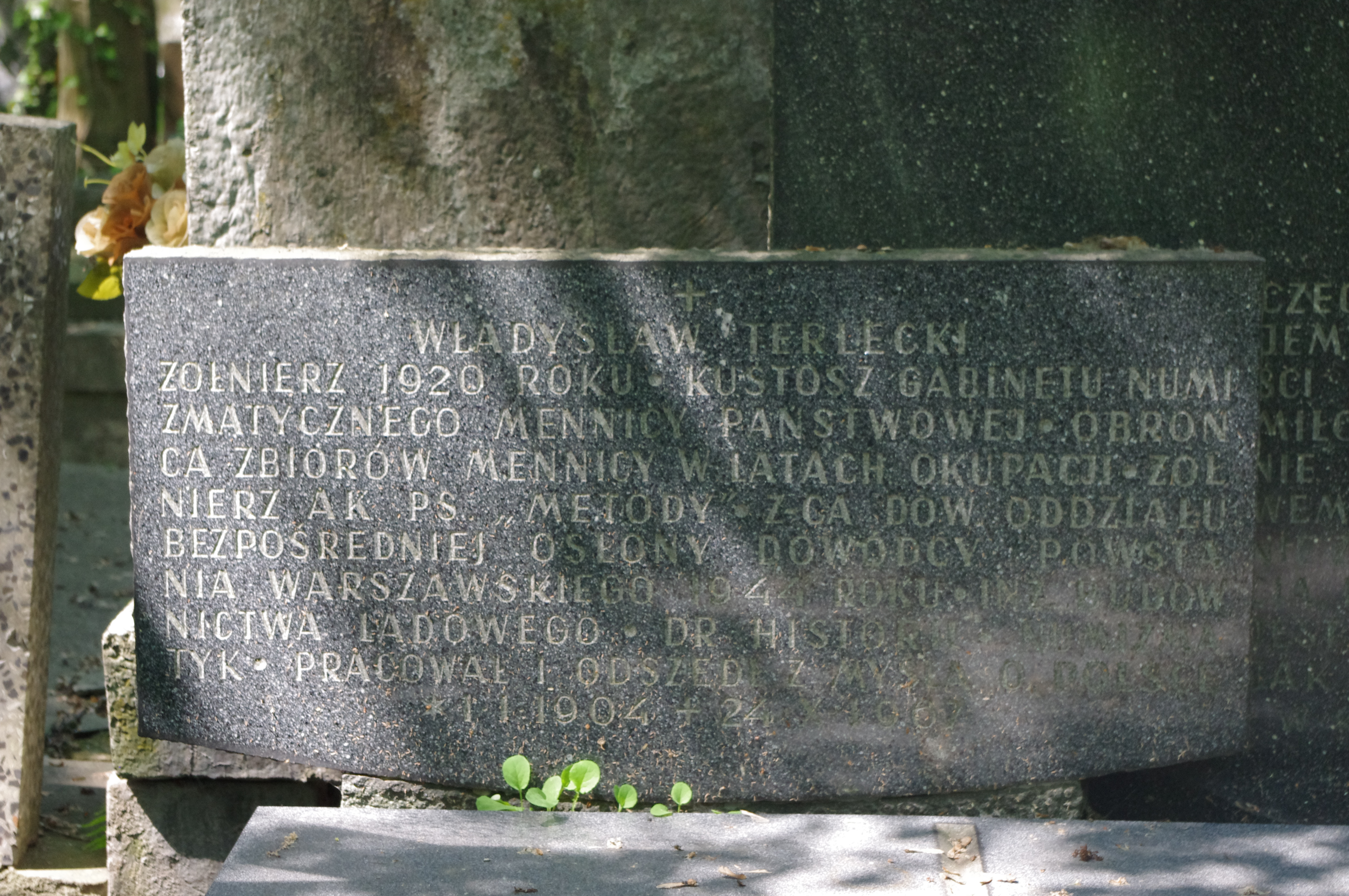
Grób inż. Władysława Terleckiego na Cmentarzu Powązkowskim w Warszawie

## Ordery i odznaczenia
- Złoty Krzyż Zasługi (15 maja 1946)[2]

## Upamiętnienie
Jego imieniem nazwany jest częstochowski Oddział  Polskiego Towarzystwa Numizmatycznego.